# Yulian Popev
Yulian Popev (tiếng Bulgaria: Юлиян Попев; sinh 7 tháng 7 năm 1986) là một cầu thủ bóng đá Bulgaria thi đấu ở vị trí hậu vệ trái cho Pirin Blagoevgrad.